# Libertad del alma
Libertad del Alma es un álbum recopilatorio del cantautor puertorriqueño Draco Rosa, con material previamente lanzado. Este disco cuenta con dos de las interpretaciones del músico durante un Unplugged del canal MTV, con la participación del baterista Frank Ferrer.

## Lista de canciones
1. "Penélope" (4:43)
2. "Tu Tren Se Va" (4:13)
3. "Junkie" (Cuándo Pasará) (3:47)
4. "Madre Tierra" (3:34)
5. "Frío" (4:28)
6. "Vagabundo" (5:03) [Versión Acústica cortesía de MTV 1997]
7. "Como Me Acuerdo" (4:55)
8. "Almas Diferentes, Almas Gemelas" (3:50)
9. "Brujería" (4:11) [Versión Acústica cortesía de MTV 1997]
10. "Mourning Gun" (Blanca Mujer) (3:33)
11. "Cruzando Puertas" (4:08)
12. "Nymph" (Casi Una Diosa) (3:23)
13. "Vagabundo" (3:37)
14. "Commitment #4" (6:43)
15. "Solitary Man" (Versión Acústica) (3:51)

## Créditos
Ángela Rosa, Nanette Lamboy e Iris Aponte oficiaron como coordinardoras del proyecto. El disco fue masterizado en los estudios Bernie Grundman de California.